# Военная и полицейская техника «Тойота»
С момента образования японского военно-промышленного комплекса, «Тойота» является его неотъемлемой частью, занимая нишу производителя лёгкой колёсной сухопутной и двусредной техники. Помимо оснащения Японской императорской армии в межвоенный период и в период Второй мировой войны и Японских сил самообороны в послевоенное время, «Тойота» экспортирует автомобили повышенной проходимости для нужд вооружённых сил и полицейских структур различных стран мира, а также частных военных компаний и частных охранных предприятий.

## Вторая мировая война (1939—1945)
В годы Второй мировой войны, «Тойота», как и другие японские дзайбацу, перешла практически полностью на выпуск продукции военного назначения, только в отличие от «Мицубиси», которая в годы войны занималась танкостроением и выпуском гусеничной бронетехники, «Тойота» заняла нишу выпуска легкобронированной и небронированной колёсной техники — военных автомобилей и увеличила объёмы выпускаемой продукции для удовлетворения растущих потребностей действующей армии и флота. В 1943—1944 гг. на заводах компании выпускались сухопутные и амфибийные военные грузовики (KC и KCY) и вездеходы-амфибии Су-Ки. В 1945 г. Японская императорская армия передала инженерам компании «Тойота» захваченный американский военный внедорожник Willys MB с тактико-техническим заданием разработать аналогичную машину и наладить её производство в промышленных количествах, но этому помешала капитуляция Японии. Однако, через несколько лет аналог зарекомендовавшего себя джипа стал выпускаться «Тойотой» уже в гражданской модификации — Land Cruiser.
Помимо грузовиков и вездеходов, для военных нужд создавались карбюраторные двигатели серии «F», высокие эксплуатационные качества которых объясняются именно тем, что они проектировались для использования в военных автомобилях.

## Корейская война (1950—1953)
В условиях послевоенной американской оккупации Японии, в ходе эскалации Корейской войны в начале 1950-х гг. «Тойота» и другие японские машиностроительные компании были ориентированы на выпуск колёсной техники для и Вооружённых сил США и многонационального контингента войск ООН. Именно крупные заказы Правительства США в 1950—1953 гг. не дали компании перейти к процедуре банкротства, на грани которого она находилась.

## Новейшее время (1953—н.в.)
Хотя упомянутый выше внедорожник Land Cruiser производился для гражданского авторынка, ряд вооружённых сил капиталистических стран закупил их для своих нужд, среди прочих в свой парк их добавили Королевские военно-воздушные силы Австралии, соответственно автомобили повышенной проходимости Hilux закупил для своих нужд Королевский австралийский военно-морской флот, на оснащении которого они классифицируются как многоцелевые грузовики.

## Галерея операторов
- Армия Бельгии
- Корпус военизированной пожарной охраны Федерального округа Бразилии
- Корпус королевских инженеров Армии Великобритании в Сьерра-Леоне
- Силы специальных операций Грузии
- Военно-полицейская миссия ООН на Кипре
- Силы ПНС Ливийской республики
- Полиция штата Новый Южный Уэльс
- Машина кинологической службы военной полиции Сухопутных войск Португалии
- Рекогносцировочная группа отряда гуманитарных операций КМП США
- Военная полиция джакартского гарнизона ТНИ
- Сухопутные войска Туркменистана
- Метеорологическая станция метеослужбы Сил обороны Финляндии
- Машина технического обслуживания Сил обороны Финляндии
- Сухопутные войска Чехии